# Ion Pățan
Ion Pățan (* 1. Dezember 1926 in Daia Română, Kreis Alba) ist ein ehemaliger rumänischer Politiker der Rumänischen Arbeiterpartei PMR (Partidul Muncitoresc Român) und ab 1965 PCR (Partidul Comunist Român), der unter anderem zwischen 1974 und 1987 Mitglied des Politischen Exekutivkomitees des Zentralkomitees (ZK) der PCR war. Er bekleidete ferner zahlreiche Ministerämter und war von 1975 bis 1982 Erster Stellvertretender Ministerpräsident sowie zwischen 1987 und 1989 Botschafter in der Tschechoslowakei.

## Leben

### Studium, Ministerialbeamter und Parteifunktionär
Pățan absolvierte nach dem Schulbesuch von 1945 bis 1948 eine Berufsausbildung zum Buchhalter an der Berufsschule in Alba Iulia und 1948 einen außeruniversitären Lehrgang an der Handelsakademie in Brașov. Im Anschluss arbeitete er von 1948 bis 1951 zunächst als Buchhalter sowie anschließend von 1951 bis 1952 als Leiter der Buchhaltung der Fabrik „Simion Bărnuțiu“ in Sebeș. 1952 wechselte er in das Ministerium für Leichtindustrie, in dem er zwischen 1952 und 1956 nacheinander Kabinettsdirektor, Berater, Generalinspektor und schließlich Leiter des Kontrollorgans war.
1953 wurde Pățan Mitglied des Volksrates von Bukarest und trat 1955 der Arbeiterpartei PMR (Partidul Muncitoresc Român) bei. Er fungierte zwischen 1956 und 1962 als Generaldirektor für Planwirtschaft des Ministeriums für die Konsumgüterindustrie und war zugleich Mitglied des dortigen Parteikomitees. Zugleich war er Mitglied sowie Präsident der Ständigen Planungs- und Finanzkommission des Exekutivkomitees des Volksrates von Bukarest. Im Anschluss war er zunächst zwischen dem 24. April 1962 und dem 10. März 1964 Generalsekretär des Ministeriums für Leichtindustrie sowie vom 10. März 1964 bis 25. Juni 1965 Vize-Minister für Leichtindustrie.
Auf dem Neunten Parteitag der PCR vom 19. bis 24. Juli 1965 wurde Pățan Kandidat des ZK. Während dieser Zeit war er zwischen 1965 und 1967 Leiter der ZK-Abteilung für Planwirtschaft sowie anschließend bis zum 29. März 1968 Vizepräsident des Wirtschaftsrates.

### Minister, Vize-Ministerpräsident und Botschafter
Am 29. März 1968 wurde Pățan Minister für Binnenhandel (Ministrul Comerțului Interior) und übte dieses Amt bis zum 13. März 1969 aus. Anschließend fungierte er vom 13. März 1969 bis zum 16. März 1975 als Vizepräsident des Ministerrates (Vicepreședinte al Consiliului de Miniștri). Auf dem ZK-Plenum am 12. August 1969 wurde er auch Mitglied des ZK der PCR, dem er bis zum 1. Oktober 1987 angehörte. Daneben war er vom 28. Februar 1972 bis zu 18. April 1974 Minister für Außenhandel (Ministrul Comerțului Exterior).
Pățan wurde auf dem ZK-Plenum vom 21. Juli 1972 Kandidat des Exekutivkomitees des ZK. Darüber hinaus war er seit dem 1. April 1974 Vizepräsident des Exekutivbüros des Ministerrates und ferner zwischen dem 18. April 1974 und dem 7. März 1978 Minister für Außenhandel und internationale wirtschaftliche Zusammenarbeit (Ministrul Comerțului Exterior și Cooperării Economice Internaționale). Auf dem Elften Parteitag der PCR vom 24. bis 27. November 1974 wurde er Mitglied des Politischen Exekutivkomitees des ZK der PCR und gehörte auch diesem Gremium bis zum 1. Oktober 1987 an.
Am 18. März 1975 wurde Pățan Erster Stellvertretender Ministerpräsident (Viceprim-Ministru al Guvernului) und bekleidete dieses Regierungsamt bis zum 21. Mai 1982. 1975 wurde er erstmals Mitglied der Großen Nationalversammlung (Marea Adunare Națională) und vertrat in dieser bis 1980 zunächst den Wahlkreis Oltenița, danach zwischen 1980 und 1985 den Wahlkreis Reșița sowie zuletzt von 1985 bis zum 22. Dezember 1989 den Wahlkreis Fălticeni.
Zugleich war er zwischen dem 7. März 1978 und dem 30. Januar 1982 auch Minister für die technisch-materielle Versorgung und die Materialkontrollverwaltung (Ministrul Aprovizionării Tehnico-Materiale și Controlului Gospodăririi Fondurilor Fixe) sowie von 1978 bis zum 16. Juni 1979 Vertreter Rumäniens beim Rat für gegenseitige Wirtschaftshilfe (RGW). Am 20. Juli 1979 übernahm er die Funktion als Vizepräsident der Partei- und Staatskommission für Probleme bei der Typisierung und Standardisierung der Wirtschaft. Er war vom 30. Juni 1984 bis zum 7. Mai 1986 Minister für Leichtindustrie (Ministrul Industriei Ușoare) und danach zwischen dem 19. Juni 1986 und dem 14. September 1987 Präsident des Staatlichen Komitees für Preise.
Pățan wurde am 1. Oktober 1987 außerordentlicher und bevollmächtigter Botschafter in der Tschechoslowakei und verblieb auf diesem diplomatischen Posten bis zum 26. März 1989.
Nach seiner Rückkehr wurde er am 28. März 1989 Nachfolger von Gheorghe Paraschiv als Finanzminister (Ministrul Finanțelor) und bekleidete dieses Ministeramt auch noch nach der Revolution im Dezember 1989 bis zu seiner Ablösung durch Theodor Stolojan am 28. Juni 1990.

### Ehrungen und Auszeichnungen
Für seine langjährigen Verdienste wurde Pățan mehrfach ausgezeichnet und erhielt unter anderem 1976 den Orden 23. August Erster Klasse (Ordinul 23. August) und 1981 den Orden der Arbeit Erster Klasse (Ordinul Muncii).